# Исаков, Геннадий Георгиевич
Генна́дий Гео́ргиевич Иса́ков (9 ноября 1939, Порожнее, Алтайский край — 10 марта 1969, Севастополь) — советский футболист, нападающий.

## Биография
Геннадий Исаков родился 9 ноября 1939 года в селе Порожнее Шипуновского района Алтайского края.
Играл в футбол на позиции нападающего. В 1958—1960 годах выступал во второй группе класса «А» за кемеровский «Химик». За три сезона забил 11 мячей.
В 1962 году играл в первой группе класса «А» за алма-атинский «Кайрат», провёл 3 матча.
В 1963 году перебрался в севастопольский СКФ. В течение сезона сыграл 1 матч, забил 1 гол. В 1964 году забил 2 мяча в 9 поединках.
В 1966 году выступал за горьковскую «Волгу» во второй группе класса «А», провёл 3 матча.
По окончании игровой карьеры работал тренером юношеских команд в Севастополе.
Умер 10 марта 1969 года в Севастополе из-за порока сердца.